# Vinhão

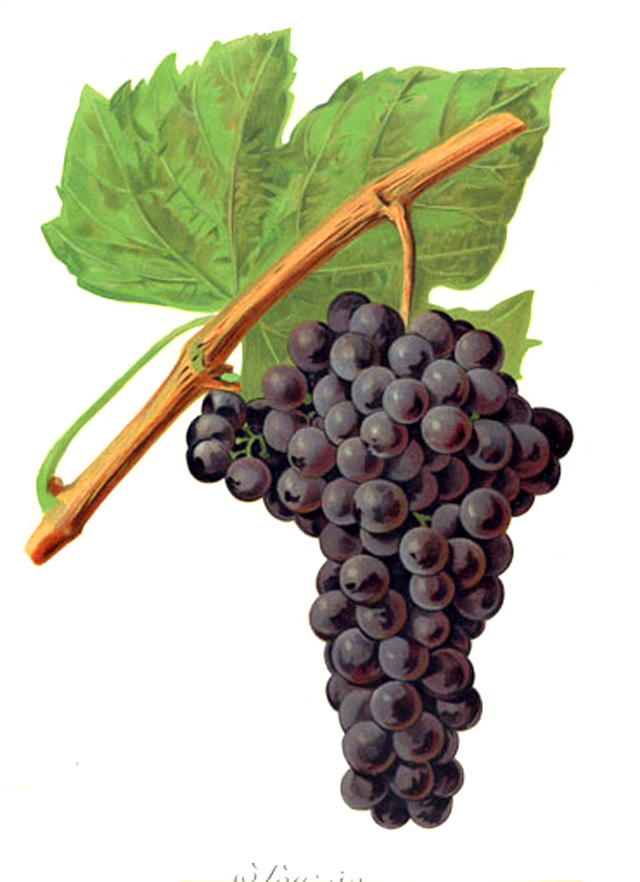
‘Vinhao’ (‘Sousão’) im Buch von Viala & Vermorel

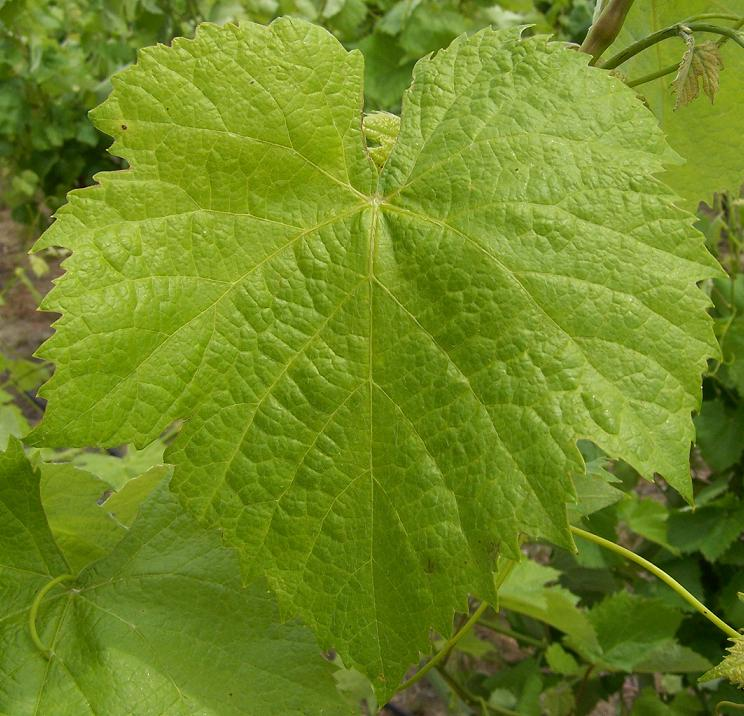
Blatt der Rebsorte ‘Vinhao’.

‘Vinhao’ ist eine Rotweinsorte. Sie ist eine alte, autochthone Sorte aus dem Norden Portugals.

## Herkunft, Abstammung
Sie ist eine alte autochthone Rotweinsorte aus Portugal. Mittels gentechnischer Untersuchungen wurde klargestellt, dass die Sorten ‘Sousão’ und ‘Vinhao’ identisch sind.

## Verbreitung
Sie stammte ursprünglich aus dem Minho, wo sie auch heute noch zur Herstellung des roten Vinho Verde dient. Wegen ihrer Farbkraft wurde sie ab 1790 auch in der Region des Douro genutzt, um dem Portwein eine dunkle Farbe zu geben. Unter dem Namen ‘Sousón’ ist sie jedoch auch im spanischen Galicien populär. Kleinere Anpflanzungen sind auch in Südafrika, Kalifornien (→ Weinbau in Kalifornien, 62 acre = 25 ha.) und Australien bekannt. Weltweit beträgt 2010 die Anbaufläche 3160 ha.

## Ampelografische Merkmale
- Die Triebspitze ist schwachwollig behaart.
- Das junge Blatt ist bronziert und dreilappig. Das Blatt ist klein, fünflappig, mit einem stark ausgeprägten Mittellappen und einer V-förmigen offenen Stielbucht.
- Die Traube ist klein, kompakt, zylindrisch und geschultert. Die Beeren sind mittelgroß, rund, schwarzblaugefärbt und stark beduftet. Die Beeren besitzen eine dicke Beerenschale und das Fruchtfleisch ist weich, saftig und ist im Geschmack adstringierend.[4]

Reife: früh

## Eigenschaften
Der Wuchs ist mittelstark und aufrecht. Die Sorte bringt mittelhohe Erträge. Bei zu starker Sonneneinstrahlung trocknen die Beeren leicht ein.

## Wein
Die spätreifende Sorte ergibt tiefrote, tanninreiche, herbrauhe säurebetonte fruchtige Weine, die im Verschnitt Eingang in den Portwein finden.

## Abkömmlinge
Die Sorte ‘Vinhao’ war Kreuzungspartner bei der Neuzüchtung der israelischen Sorte ‘Argaman’.

## Synonyme
‘Azal Tinto’, ‘Caino Gordo’, ‘Espadeiro Basto’, ‘Espadeiro Da Tinta’, ‘Espadeiro De Basto’, ‘Espadeiro Do Basto’, ‘Espadeiro Preto’, ‘Negrao’, ‘Negrao Pe De Perdiz’, ‘Negron’, ‘Pazao’, ‘Pe De Perdiz’, ‘Pinta Femea’, ‘Retinto’, ‘Sesao’, ‘Sousao’, ‘Sousao De Correr’, ‘Sousao Do Douro’, ‘Sousao Forte’, ‘Sousen’, ‘Souson’, ‘Souson Retinto’, ‘Souzao’, ‘Souzao Forte’, ‘Souzon Retinto’, ‘Tinta’, ‘Tinta Antiga’, ‘Tinta De Luzin’, ‘Tinta De Parada’, ‘Tinta Femea’, ‘Tintilla’, ‘Tinto’, ‘Tinto Antigo’, ‘Tinto Da Parada’, ‘Tinto De Parada’, ‘Tinto Nacional’, ‘Vinon’.